# Kallimini
Tribu
Les Kallimini forment une tribu de lépidoptères (papillons) de la famille des Nymphalidae, de la sous-famille des Nymphalinae.

## Caractéristique
Ce sont des papillons moyens à grands voire très grands, très colorés et ornementés.

## Systématique
Cette tribu a été décrite par l'entomologiste américain William Doherty en 1886.

### Taxinomie
Liste des genres
- Catacroptera Karsch, 1894
- Doleschallia C. et R. Felder, 1860
- Kallima Doubleday, 1849
- Mallika Collins et Larsen, 1991